# Плава Венера
Плава Венера (енгл. Blonde Venus) је драма из 1932. са Марлен Дитрих у насловној улози.